# Terry Date
Terry Date (ur. 31 stycznia 1956 w Lansing) – amerykański producent muzyczny i inżynier dźwięku. Znany ze współpracy z takimi zespołami jak Slipknot, Pantera, Limp Bizkit, Soundgarden, Soulfly, White Zombie, czy Deftones.

## Wybrana dyskografia
| Rok  | Album                                                       | Uwagi                                              | Źródło |
| ---- | ----------------------------------------------------------- | -------------------------------------------------- | ------ |
| 1989 | Dream Theater – When Dream and Day Unite                    | produkcja muzyczna, inżynieria dźwięku, miksowanie | [ 3 ]  |
| 1991 | Dark Angel – Time Does Not Heal                             | produkcja muzyczna, inżynieria dźwięku, miksowanie | [ 4 ]  |
| 1992 | Pantera – Vulgar Display of Power                           | produkcja muzyczna, inżynieria dźwięku, miksowanie | [ 5 ]  |
| 1994 | Pantera – Far Beyond Driven                                 | produkcja muzyczna, inżynieria dźwięku, miksowanie | [ 6 ]  |
| 1997 | Deftones – Around the Fur                                   | realizacja nagrań, produkcja muzyczna, miksowanie  | [ 7 ]  |
| 1999 | Limp Bizkit – Significant Other                             | produkcja muzyczna, realizacja nagrań              | [ 8 ]  |
| 1999 | Machine Head – The Burning Red                              | miksowanie                                         | [ 9 ]  |
| 2003 | Deftones – Deftones                                         | inżynieria dźwięku, produkcja muzyczna, miksowanie | [ 10 ] |
| 2005 | Korn – See You On The Other Side                            | miksowanie                                         | [ 11 ] |
| 2007 | Korn – Untitled                                             | miksowanie                                         | [ 12 ] |
| 2007 | The Smashing Pumpkins – Zeitgeist                           | realizacja nagrań, produkcja muzyczna              | [ 13 ] |
| 2008 | Avenged Sevenfold – Live in the LBC & Diamonds in the Rough | realizacja nagrań, produkcja muzyczna, miksowanie  | [ 14 ] |
| 2010 | Soundgarden – Telephantasm                                  | inżynieria dźwięku, produkcja muzyczna             | [ 15 ] |
| 2013 | Bring Me the Horizon – Sempiternal                          | produkcja muzyczna, realizacja nagrań              | [ 16 ] |
| 2013 | Soulfly – Savages                                           | inżynieria dźwięku, produkcja muzyczna, miksowanie | [ 17 ] |
| 2013 | After the Burial – Wolves Within                            | miksowanie                                         | [ 18 ] |
| 2015 | Slayer – Repentless                                         | realizacja nagrań, produkcja muzyczna              | [ 19 ] |